# Kasteel Molensloot
Kasteel Molensloot (oorspronkelijke, Franse naam: château Moulinsart) is een fictief kasteel in België dat voorkomt in een aantal Kuifje-albums van de Belgische striptekenaar Hergé (1907–1983). Het Franse Moulinsart is afgeleid van Sart-Moulin, een dorp aan de Hain van de Waals-Brabantse gemeente Eigenbrakel. Het kasteel is een kopie van het middengedeelte van het kasteel van Cheverny in de Franse Loirestreek. Ook een deel van het interieur is van dit gebouw afgeleid. 
Met het kasteel wilde Hergé zijn eigen rijkje stichten, dat ietwat gelijkenis heeft met een “Syldavië van het Westen”, zoals hij aan enkele lezers schreef.

## Locatie
Hergé situeerde het kasteel niet ver van Brussel, op enkele kilometers van het fictieve dorp Molensloot. Het dorp zelf komt nooit in de Kuifje-strips in beeld, wel enkele inwoners en het treinstation (in De 7 kristallen bollen).

## Geschiedenis en beschrijving
Het kasteel van Molensloot behoorde volgens het verhaal ooit toe aan de voorouders van kapitein Haddock, een van de hoofdfiguren uit de strip. De Franse koning Lodewijk XIV zou het geschonken hebben aan François ridder Hadoque. Uit een afbeelding op pagina 2 van het album De 7 kristallen bollen blijkt dat boven de deur het wapenschild van de Dauphin (de Franse kroonprins) prijkt. Dit heeft bij sommige schrijvers over Hergé en Kuifje tot de speculatie geleid dat Hergé hiermee heeft willen aangeven dat François Hadoque een bastaardzoon was van de Zonnekoning, en hem daarom dit kasteel was geschonken. In de crypte van het kasteel vonden Kuifje en Haddock de schat van Scharlaken Rackham. 
Het kasteel komt voor het eerst voor in Het geheim van de Eenhoorn, waar het op dat moment de woonplaats is van de criminele gebroeders Vogel. Aan het eind van het vervolg, De schat van Scharlaken Rackham, koopt Haddock dit kasteel met het geld dat professor Zonnebloem heeft verdiend met het verkopen van het patent op zijn duikbootje, en gaat er zelf wonen. Hij houdt daarbij de butler van het kasteel, Nestor, in dienst. 
Het kasteel is in de latere albums de vaste woonstee van kapitein Haddock, butler Nestor en professor Zonnebloem. Later, zeker vanaf De zaak Zonnebloem, lijkt ook Kuifje zelf er te wonen. Het album De juwelen van Bianca Castafiore is in zijn geheel gewijd aan de verwikkelingen die zich op Molensloot voordoen, nadat zich allerlei ongenode gasten in en om het kasteel hebben geïnstalleerd. 
De bordestrap in het album Cokes in voorraad telt maar acht treden, elders één meer.

## Running gag
Een running gag in de Kuifje-strips omtrent Molensloot gaat om het feit dat als men vanuit of naar kasteel Molensloot wil telefoneren, men steevast bij Slagerij Van Kampen - in het originele Franstalige verhaal Boucherie Sanzot - in het dorp terechtkomt, wat altijd tot frustraties leidt bij kapitein Haddock.

## Echt kasteel
In 2021 werd in de Deense plaats Lystrup een echte, bijna perfecte kopie van kasteel Molensloot gebouwd: Kasteel Møllenborg.